# George Sampson (Tänzer)
George William Sampson (* 29. Juni 1993 in Warrington, England) ist ein englischer Hip-Hop-Tänzer, der mit 14 Jahren am 31. Mai 2008 Gewinner der zweiten Staffel der britischen Castingshow Britain’s Got Talent wurde.

## Leben und Wirken
Mit sechs Jahren begann Sampson eine Tanzausbildung; schon bevor er 2008 Kandidat in Britain’s Got Talent wurde, nahm er daneben auch Gesangs- und Schauspielunterricht. In seiner Freizeit tanzte er auf den Straßen seiner Heimatstadt, dabei hatte er einige weitere Jugendliche um sich versammelt, mit denen er Streetdance übte. Schon 2007 hatte er sich um einen Platz in der ersten Staffel von Britain’s Got Talent beworben, wurde aber nicht in die Endausscheidungen berufen. Da er und seine Familie und Freunde von seinem Talent überzeugt waren, gab er nicht auf, bewarb sich ein Jahr später erneut und konnte dieses Mal die Jury überzeugen. Juror Simon Cowell sagte über Sampsons Leistung: „Letztes Jahr fand ich dich fantastisch, dieses Jahr bist du phänomenal.“
Im  Finale der Show tanzte Sampson zu der drei Jahre alten Aufnahme Singin’ in the Rain der Band Mint Royale, die 2005 auf Platz 20 der britischen Charts war. In der Spitze 14,4 Millionen Zuschauer sahen das Finale von Britain’s Got Talent am 31. Mai 2008, und die Verwendung des Songs in der Performance des Siegers weckte neues Interesse an der Single, die daraufhin am 8. Juni 2008 auf Platz eins der Hitparade kletterte.
Sampson bekam als Preis für seinen ersten Platz 100.000 Pfund und die Gelegenheit, vor Prinz Charles aufzutreten.
Am 24. November 2008 erschien George Sampsons erste Single, eine Doppel-A-Seite mit den Tracks Get Up on the Dance Floor und Headz Up. Der Erlös daraus kam der Wohltätigkeitsorganisation des Londoner Kinderkrankenhauses Great Ormond Street Hospital Children’s Charity zugute. Die Single stieg am 30. November 2008 auf Platz 30 in die UK Top 40 ein. Am 1. Dezember 2008 wurde das Videoalbum Access 2 All Areas veröffentlicht. 
Im Jahr 2010 verkörperte Sampson im Film StreetDance 3D an der Seite von Charlotte Rampling und Rachel McDowall die Figur eines Sandwichverkäufers, der beim Tanz alle überrascht. Im zweiten Teil spielte er 2012 die Rolle des Managers.

## Diskografie

### Singles
- 2008: Get Up on the Dance Floor / Headz Up

### Videoalben
- 2008: Access 2 All Areas (UK: Platin)[4]

## Filmografie (Auswahl)
- 2010: StreetDance 3D
- 2012: StreetDance 2